# فرودگاه شهرستان ویلوز-گلن
فرودگاه ویلوز-گلن کانتی (به انگلیسی: Willows-Glenn County Airport) یک فرودگاه همگانی با کد یاتا WLW است که یک باند فرود آسفالت دارد و طول باند آن ۱۱۴۹ متر است. این فرودگاه در کشور ایالات متحده آمریکا قرار دارد و در ارتفاع ۴۲٫۴ متری از سطح دریا واقع شده است.